# Daillancourt
Daillancourt ist eine französische französische Gemeinde mit 61 Einwohnern (Stand 1. Januar 2022) im Département Haute-Marne in der Region Grand Est (bis 2015 Champagne-Ardenne). Sie gehört zum Arrondissement Chaumont und zum Gemeindeverband Chaumont. Die Einwohner werden Daillancourtois und Daillancourtoises genannt.

## Geografie
Die Gemeinde Daillancourt liegt am Nordrand des Plateaus von Langres, etwa 27 Kilometer nordwestlich der Stadt Chaumont. Durch das hügelige Gemeindegebiet von Daillancourt fließt die Blaise, ein Nebenfluss der Marne.
Nachbargemeinden von Daillancourt (im Uhrzeigersinn, von Norden beginnend) sind Bouzancourt, Guindrecourt-sur-Blaise, Colombey les Deux Églises und Beurville.

## Bevölkerungsentwicklung
| Jahr      | 1962 | 1968 | 1975 | 1982 | 1990 | 1999 | 2011 | 2021 |
| --------- | ---- | ---- | ---- | ---- | ---- | ---- | ---- | ---- |
| Einwohner | 80   | 61   | 62   | 59   | 67   | 85   | 84   | 62   |

Im Jahr 1851 wurde mit 358 Bewohnern die bisher höchste Einwohnerzahl ermittelt. Die Zahlen basieren auf den Daten von cassini.ehess und INSEE.

## Sehenswürdigkeiten

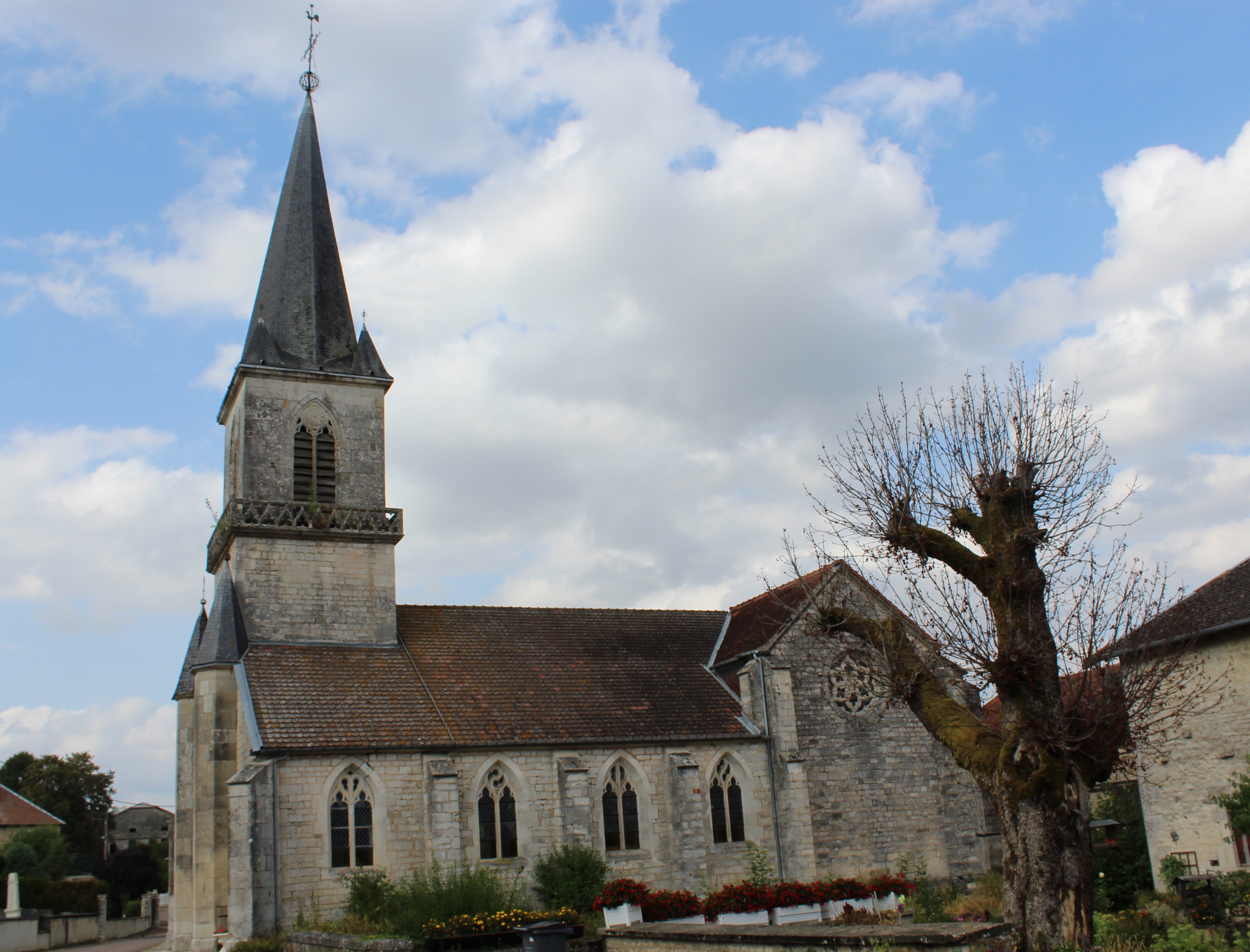
Kirche Saint-Louvent
- Lavoir (ehemaliges Waschhaus)
- Zwei Wegkreuze
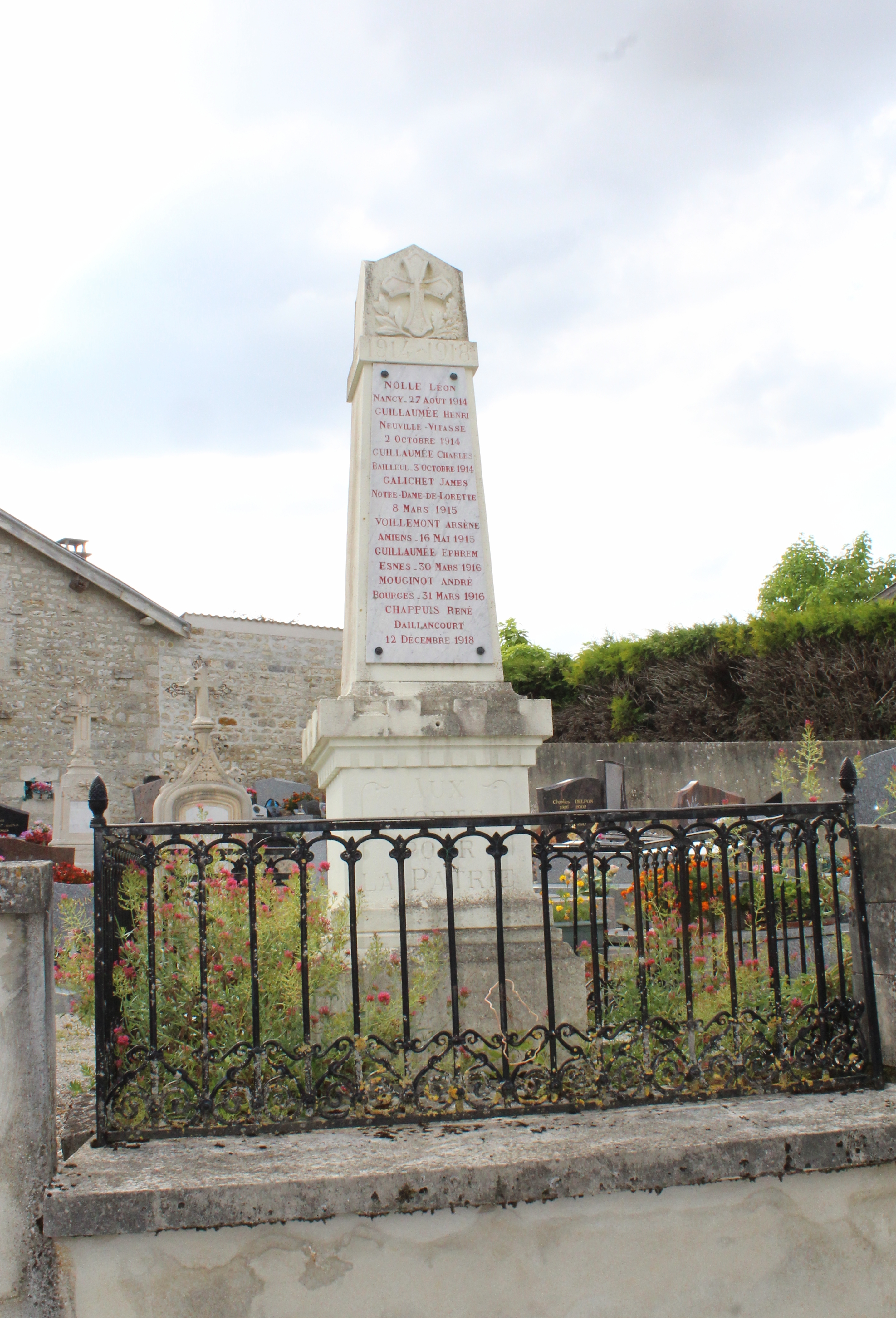
Gefallenendenkmal

- Kirche Saint-Louvent
- Gefallenendenkmal

## Wirtschaft und Infrastruktur
Daillancourt hat seinen bäuerlichen Charakter bewahrt. In der Gemeinde sind vier Landwirtschaftsbetriebe ansässig (ein Getreideproduzent, drei Viehzüchter). In der Gemeinde wird an zwei nach Südosten geneigten Hängen Wein kultiviert (Lagen Vignes aux Chiens und Sur les Valottes). Die Weine sind unter der Herkunftsbezeichnung „Haute Marne“ geschützt, aber nicht Teil der Weinbauregion Champagne (terroir non classé), sodass keine Trauben zur Herstellung von Champagner verwendet werden dürfen.
Die Gemeinde Daillancourt wird von der Verbindungsstraße D2 erschlossen, die dem Blaisetal folgt und von Charmes-en-l’Angle nach Colombey les Deux Églises führt. Der nächste lokale Verkehrsknoten ist die 28 Kilometer entfernte Stadt Bar-sur-Aube. Hier halten Züge der Bahnstrecke Paris–Mulhouse. Im 14 Kilometer östlich gelegenen Vignory besteht ein Anschluss an die teilweise autobahnartig ausgebaute Route nationale 67 von Chaumont nach Saint-Dizier.

## Belege
1. ↑  Daillancourt auf cassini.ehess.fr
2. ↑  Daillancourt auf insee.fr insee.fr
3. ↑  Landwirtschaftsbetriebe auf annuaire-mairie.fr (französisch)
4. ↑  Daillancourt auf vin-vigne.com (französisch)